# Миколаїв (фрегат)
«Микола́їв» — фрегат проєкту 1135 (шифр «Буревісник», англ. Krivak-I class за класифікацією НАТО) багатоцільовий корабель Військово-Морських Сил України. Бортовий номер U133. До 01.08.1997 — сторожовий корабель Чорноморського флоту «Безукоризненний» (рос. «Безукоризненный»).

## Особливості проєкту
Проєкт 1135М є еволюцією проєкту великих протичовнових кораблів 1135, який був створений на перехресті двох напрямків в еволюції протичовнових кораблів радянського флоту — малих (проєкти 159 і 35) і великих (проєкт 61). У той час Радянський ВМФ виходив у світовий океан, і його головним завданням вважалася боротьба з атомними підводними човнами потенційного противника.
Тактико-технічне завдання на проєкт 1135 було сформоване у 1964 році. Основне призначення сторожового корабля було «тривале патрулювання з метою пошуку і знищення підводних човнів противника і охорона кораблів і суден на переході морем». В результаті був створений вдалий проєкт газотурбінного корабля, здатного діяти в морській зоні. Вперше на вітчизняному кораблі відносно невеликої водотоннажності вдалося розмістити потужне протичовнове озброєння, включаючи ПЧРК «Мєтєль».
Проєкт 1135М є подальшою модернізацією проєкту 1135: на кораблях проєкту артилерійський комплекс АК-726-МР-105 зі спареними 76-мм артустановками замінений потужнішим АК-100-МР-145 з двома одногарматними 100-мм АУ АК-100, протичовновий ракетний комплекс замінений сучаснішим УРПК-5 «Раструб» з ракетоторпедою 85РУ, здатною уражати не тільки підводні, а і надводні цілі, встановлені потужніші ГАС, що призвело до збільшення водотоннажності на 140 тонн.
Всього у 1973—1981 роках було побудовано 11 сторожових кораблів проєкту 1135М.

## Історія корабля
Великий протичовновий корабель «Безукоризненний» (заводський № 15)  був зарахований в списки кораблів ВМФ СРСР 16 травня 1977 року, але 28 червня того ж року був перекласифікований в сторожовий корабель (СКР).
Закладений на Керченському суднобудівному заводі «Залів» 12 липня 1978 року. Спущений на воду 3 червня 1979 року. Підписання акту про прийняття корабля до складу ВМФ СРСР відбулося 29 грудня 1979 року, а 3 березня 1980 року він був включений в склад 30-ї дивізії протичовнових кораблів Чорноморського флоту.
У 1981 році під час бойової служби в Середземному морів у складі 5-ї оперативної ескадри брав участь в арабо-ізраїльському конфлікті, з 27 вересня по 2 жовтня 1981 року здійснив захід до порту Ель-Джезаїр (Алжир).
У 1987 році з 26 по 31 березня здійснив візит в Стамбул (Туреччина), а у 1991-му з 15 по 19 серпня — в Констанцу (Румунія). В 1994 році за виконання артилерійських стрільб в складі КУГ корабель отримав приз Головнокомандувача ВМФ.
14 липня 1997 року, згідно з українсько-російською угодою про параметри розподілу Чорноморського флоту розпочався процес передачі корабля ВМС України. До складу Військово-Морських Сил України корабель увійшов 1 серпня 1997 року, де отримав назву «Миколаїв» і бортовий номер U133.
У 1998 році пройшов доковий ремонт, але в подальшому через відсутність коштів на відновлення технічної готовності корабля у ВМС України як бойова одиниця не використовувався. У 2001 році виключений зі списків кораблів ВМС України та переданий для утилізації підприємству «Вторчермет». В тому ж році розібраний на метал.